# اندومرفین

Endmorphin-1

اندومرفین (به انگلیسی: Endomorphin) با فرمول شیمیایی C34H38N6O5 (Endmorphin-1)C32H37N5O5 (Endomorphin-2) یک ترکیب شیمیایی با شناسه پاب‌کم 11164 است. که جرم مولی آن ۶۱۰٫۷۰۳ گرم بر مول می‌باشد.